# スカーレット (スピッツの曲)
「スカーレット」は、日本のロックバンド・スピッツの楽曲。1997年1月29日にポリドールより通算15作目のシングルとして発売。

## 概要
TBS系ドラマ東芝日曜劇場『メロディ』主題歌。前シングル「渚」に続き、オリコンチャート初登場1位を記録した。また、韓国人ピアニスト・梁邦彦のアレンジによるインストゥルメンタルバージョンのシングルも同日リリースされていた(オリジナルジャケットが赤の毛糸であるのに対し、緑の毛糸となっている)。
主題歌のオファーがきた際、メンバーはツアー中ということもあり、アルバム『インディゴ地平線』収録の「初恋クレイジー」をシングルカットして主題歌にしたいと希望したが、テレビ局から「どうしても新曲を」と言われ書き下ろすこととなった。カップリングまでは書き下ろせず、初のライブ音源収録シングルとなった。
「渚」同様に草野のお気に入りの1曲で、「この曲はひとつの到達点だと思っている」と語っている。
このPV撮影のロケ地は静岡県裾野市須山の忠ちゃん牧場で、8mmカメラでメンバー同士が撮影し合っている。
1997年3月に第12回ザテレビジョンドラマアカデミー賞 主題歌賞を受賞。
2012年5月には戸田菜穂出演の三井生命の企業イメージCM 「親子」篇と「1年後」篇のテーマソングとして使用された。

## 収録曲
1. スカーレット（作詞、作曲／草野正宗　編曲／笹路正徳 & スピッツ）
収録アルバム：『フェイクファー』（Album Mixとして収録）、『RECYCLE Greatest Hits of SPITZ』、『CYCLE HIT 1991-1997 Spitz Complete Single Collection』
2. うめぼし (Live Version)（作詞、作曲／草野正宗　編曲／笹路正徳 & スピッツ）
1996年5月26日に名古屋国際会議場センチュリーホールにて行なわれた、篠崎ストリングスとの共演ライブ「カゲロウの集い」から収録。
ライブビデオ『JAMBOREE 1』に収録されている音源と同じもの。CDにおいてはこのバージョンではアルバム未収録。

## 参加ミュージシャン
スカーレット
- 草野マサムネ - Vocals
- 三輪テツヤ - Guitars
- 田村明浩 - Bass
- 﨑山龍男 - Drums
- 笹路正徳 -Keyboards